# Bývalá kaple svatého Urbana
Bývalá kaple svatého Urbana jsou upravené ruiny kaple ve Smolkově, části obce Háj ve Slezsku v okrese Opava v Moravskoslezském kraji.

## Další informace
Údajně zde nejprve stávala menší dřevěná kaple. V roce 1863 měla být rozšířena a v roce 1865 zasvěcena svatému Urbanovi. V roce 1880 byla kaple zbořena a na jejím místě byla postavena nová kamenná kaple. Vznikla tak jednoduchá stavba obdélného půdorysu s trojbokým závěrem a čtvercovou sakristií a se střechou pokrytou břidlicí, která stála uprostřed Smolkova. Kaplička měla věž se zvonem zakoupeným z Vídeňského Nového Města (Wiener Neustadt). Roku 1881 byl u kaple vztyčen kříž a postavena křížová cesta. V roce 1903 byly do kaple umístěny sochy svatého Petra a svatého Pavla. V průběhu 1. světové války byl pro potřeby Rakousko-uherské armády zkonfiskován zvon. Po válce, v roce 1919, byl v kapli umístěn náhradní ocelový zvon, který byl v roce 1925 nahrazen novým, kvalitním zvonem.
Během 2. světové války byla kaple rekonstruována. Při bombardování Smolkova v dubnu 1945 kaple vyhořela a následně musela být stržena. Po válce se plánovala stavba nové kaple. Avšak v poválečné změně politických poměrů v Československu k tomu nikdy nedošlo. V sousedství kaple byla postavena provizorní dřevěná zvonice se zvonem z původní kaple a na místo kaple byl přemístěn místní kříž z konce 19. století. V roce 2008 byl ke kapli umístěn pamětní kámen připomínající historii místa. V roce 2016 byly odhaleny základy kaple na kterých byla postavena kamenná zídka a dřevěný oblouk symbolicky umístěný v původním vchodu do kaple. Dne 17. listopadu 2016 bylo místo bývalé kaple znovu posvěceno.
Kaple se nachází v malém parku mezi ulicemi Stará cesta, Poddubí a Vančurova u Hospody Slezský Grunt. Na místě se nacházejí také informační tabule.

## Galerie

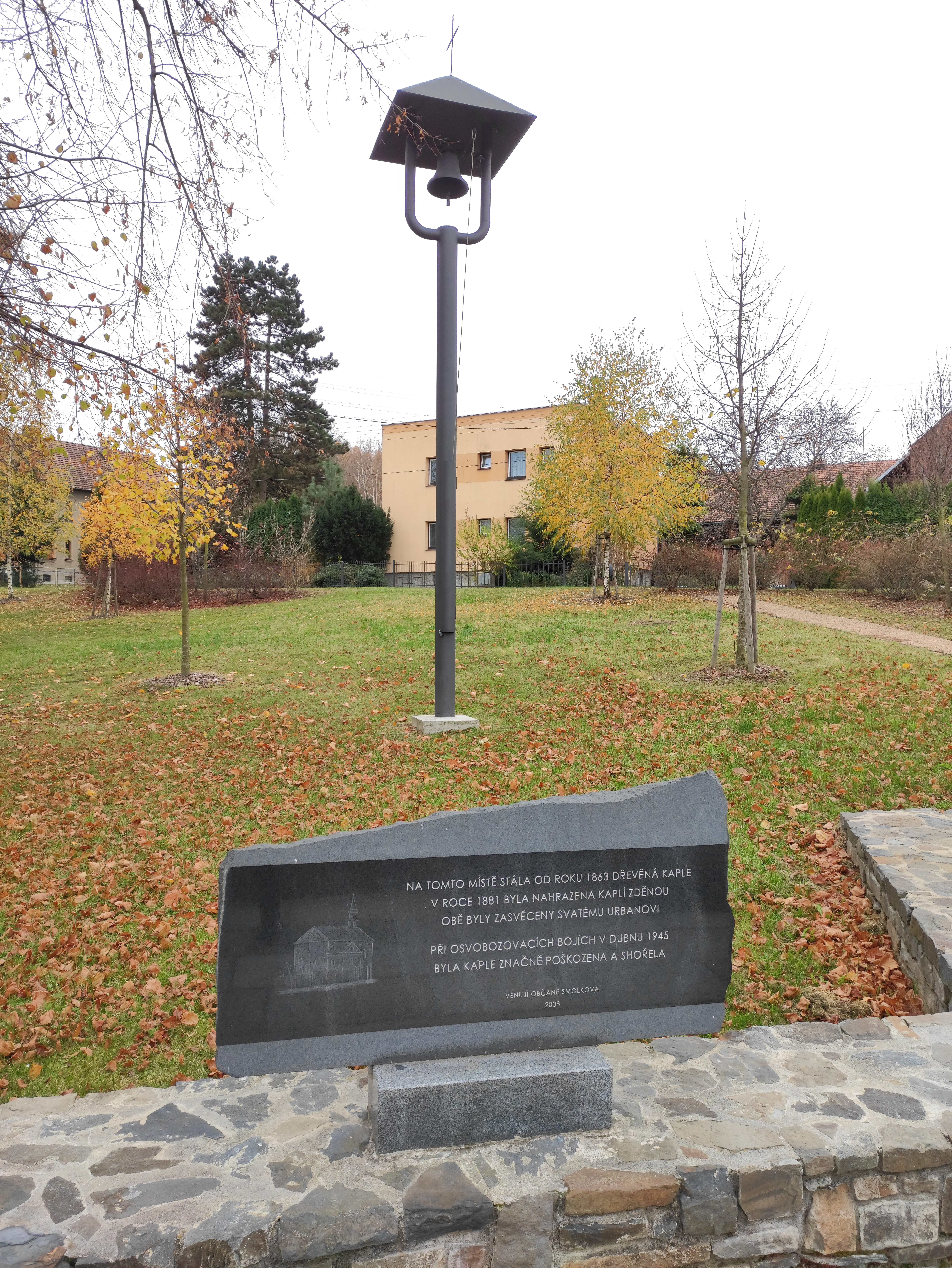
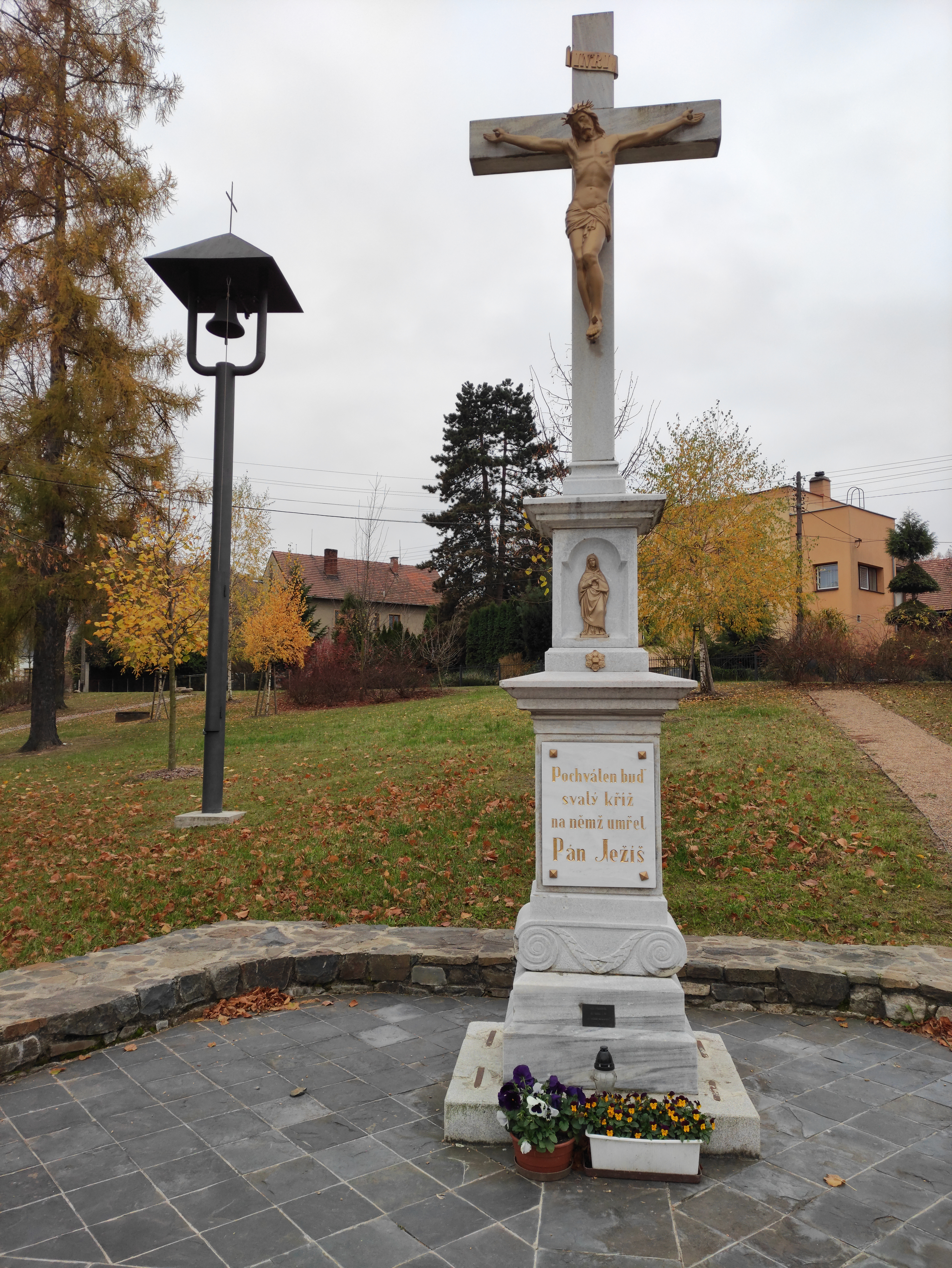
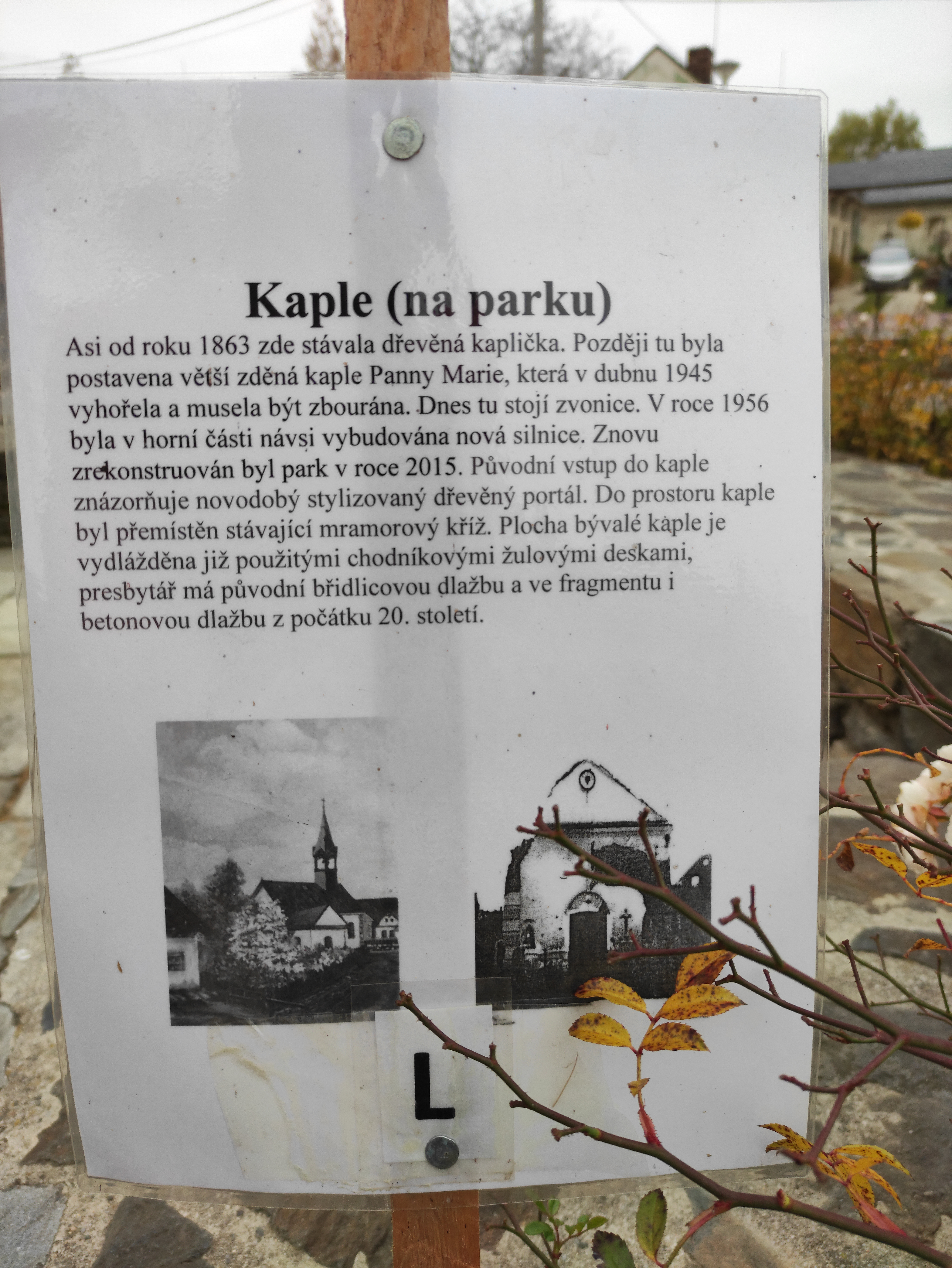